# Pamiers-Est (tổng)
Tổng Pamiers-Est là một tổng của Pháp nằm ở tỉnh Ariège trong vùng Occitanie.
| Giai đoạn | Ủy viên             | Đảng             | Tư cách           |
| --------- | ------------------- | ---------------- | ----------------- |
| 2004-2011 | André Montané       | PS               |                   |
| 1998-2004 | André Montané       | PS               |                   |
| 1992-1998 | Jean Vigneron       | Đảng xã hội Pháp | Thị trưởng Bonnac |
| 1985-1992 | Jean-Pierre Caumeil | PS               |                   |

## Các đơn vị hành chính
| Xã                    | Dân số     | Mã bưu chính | Mã insee |
| --------------------- | ---------- | ------------ | -------- |
| Arvigna               | 156        | 09100        | 09022    |
| Bonnac                | 680        | 09100        | 09060    |
| Le Carlaret           | 141        | 09100        | 09081    |
| Les Issards           | 189        | 09100        | 09145    |
| Ludiès                | 49         | 09100        | 09175    |
| Pamiers               | 13 417 (1) | 09100        | 09225    |
| Les Pujols            | 521        | 09100        | 09238    |
| Saint-Amadou          | 215        | 09100        | 09254    |
| La Tour-du-Crieu      | 1 978      | 09100        | 09312    |
| Villeneuve-du-Paréage | 523        | 09100        | 09339    |

(1) một phần xã.

## Thông tin nhân khẩu
| 1962                                                     | 1968 | 1975 | 1982 | 1990 | 1999 |
| -------------------------------------------------------- | ---- | ---- | ---- | ---- | ---- |
| -                                                        | -    | -    | -    | -    | -    |
| Nombre retenu à partir de 1962 : dân số không tính trùng |      |      |      |      |      |